# Revisions
《revisions》是白組製作的日本原創動畫，谷口悟朗監督，電視動畫於2019年1月10日首播。

## 登場人物
S.D.S.
澀谷防衛服務的簡稱。是遭受時空災害而成立的澀谷臨時政府為了防衛而設立的組織。處在警察的管轄下，以堂嶋大介為中心，米洛、張·剴·史泰納、張·露·史泰納、手真輪愛鈴、淺野慶作都隸屬於此。

堂嶋大介（聲：內山昂輝 / 日岡夏美(幼年)）
17歲。聖昭學園2年級。小時候遭遇過綁架事件，對於當時救出自己的神秘女性「米洛」所告知的「重大的危機將會來臨，那時能夠保護大家的人是你」這番話深信不疑，從那以來一直獨自準備應對危機。其他同伴並不把此事當真，於是他逐漸開始被周圍孤立，即使如此他也仍然堅持己見地任意行動。在AHRV所計劃的未來中，因為本身沒有突出才能的關係只作為S.D.S.作戰機器人「String Puppet」的後備駕駛員，但是大介過剩的信念卻使他成為在災難中率先行動的人，並最先駕駛機體擊敗Revisions。大介出乎AHRV預料的行動也使他成為S.D.S.的隊長而非計劃中的剴。

米洛（聲：小松未可子）
19歲。是在因流行病而毀滅的未來，沒有患病而殘存的少數人類的子孫，未來人。是守護殘存人類的組織「AHRV」的特工「平衡者」。對於殺戮AHRV的revisions懷有強烈憎恨，將自己的一切都奉獻給組織活動。缺乏感情表現，僅憑合理性生存的女性。

張·剴·史泰納（聲：島﨑信長 / 大地葉(幼年)）
17歲。聖昭學園2年級。露的雙胞胎哥哥。文武雙全的優等生。冷淡地對待熱衷實現保護大家這一自大命運的大介，經常和他產生衝突，但實際上和大介一樣記著米洛的「懷疑一切」這一預言。具備冷靜沉著的隊長素質，在SDS（澀谷防衛服務）中充分發揮這種才能。

張·露·史泰納（聲：高橋李依）
17歲。剴的雙胞胎妹妹。和哥哥一樣運動萬能成績優秀。外表看上去威風凜凜，但內心卻很依賴哥哥，經常追隨在哥哥的身後。和哥哥一樣討厭大介對自己這些人的過剩防衛意識，和大介保持著距離。唯一不記得米洛預言的成員。

手真輪愛鈴（聲：石見舞菜香）
17歲。聖昭學園2年級。大介的同班同學。綽號「瑪麗瑪麗」。由於穩重的性格而成為調和周圍人的吉祥物，卻對於優柔寡斷的自己缺乏自信，對米洛的「最後就靠你自己來做決定吧」這一預言懷有少許的自卑感。從小就喜歡大介，但在未來世界卻對自命「英雄」的他懷有複雜的情感。

淺野慶作（聲：齊藤壯馬 / 諏訪彩花(幼年)）
17歲。聖昭學園2年級。大介最好的朋友和知己。在自作主張的大介和S.D.S.成員之間充當緩衝材料的氣氛營造者。言行舉止總是很開朗，另一方面也經常自嘲自己是「沒運氣的人」。清楚地記得綁架事件時從米洛那裡聽來的話「接受一切吧」，似乎因此而總能看得很開。

revisions

千春·石動（聲：日笠陽子）
帶有犬耳和尾巴，外貌妖艷的revisions。總是冷靜而遊刃有餘，對被傳送而來的澀谷的人們態度傲慢。堅信著自己是為了同胞們而履行崇高的使命。姆丘的雙胞胎妹妹。

姆丘·石動（聲：田村由香里）
帶有犬耳和尾巴，哥特蘿莉女僕樣貌的revisions。喜好施虐的性格，對被傳送而來的澀谷的人們也毫不留情。對待比自己地位低下的尼古拉斯態度粗暴，但對雙胞胎妹妹千春卻很溫柔。

尼可拉斯·佐藤（聲：大塚芳忠）
像是小狗布偶一樣的revisions。正式的名字似乎是「姓Nico，來自寮國（Laos），名字是Sugar」，但沒有人去記住它。態度悠然自得，會對無關緊要的話題樂在其中的輕率之人。與千春、無窮之間有著微小的階級差距，被兩人所輕視。

其他

堂嶋幹夫（聲：櫻井孝宏）
大介的叔父。讓侄子大介住在自己澀谷的家並去高中上學。以綜合診療為信條的外科醫生，由於博學有膽識而受到周圍人的信賴。

矢澤悠美子（聲：遠藤綾）
大介等人就讀的私立聖昭學園的保健教師。認為作為教師必須展現可靠的一面，但由於年輕而被學生們直呼名字而非姓氏，為此感到煩惱。
第6集得知她對身為S.D.S的堂嶋大介有微妙的好感，還突然擁抱着大介邊說請保護她。

黑岩亮平（聲：寺杣昌紀）
澀谷警察署長。身為澀谷被傳送後唯一的治安行政組織長官，努力維持城裡混亂的治安。行事果斷大膽。另一方面，也有強硬而高壓的一面。射擊水平在警視廳管轄範圍內似乎很有名。

牟田誠一郎（聲：飛田展男）
澀谷區長。頭腦和口才都很優秀，具有政治家做派的男人。同時也是災害對策本部長。有著迴避因自身責任造成的問題的傾向，經常把麻煩的案件全都推給部下。

泉海香苗（聲：寺崎裕香）
澀谷警察署的女性警官，巡查長。身為S.D.S.的負責人和大介等人一起活動。責任感強，工作態度認真，因而深受信賴。開朗溫柔的姐姐。

## 電視動畫

### 製作人員
- 原作：S·F·S
- 監督：谷口悟朗
- CG監督：平川孝充
- 系列構成：深見真、橋本太知
- 角色原案：近岡直
- 機械設定：新井陽平
- CG角色設定：白井順
- BG概念設計：白田真人
- MattePaint監督：大西穰
- 美術設定：坂本龍
- 色彩設計：長尾朱美
- 攝影監督：高橋和彥
- 編集：齋藤朱里
- 音響監督：明田川仁
- 音樂：菊地梓
- 企畫：Slow Curve
- 動畫製作：白組
- 製作：revisions製作委員會

### 主題曲
片頭曲
作詞、作曲：山中拓也，編曲、主唱：THE ORAL CIGARETTES
片尾曲
作詞：河邊徹，作曲：杉本雄治，編曲：WEAVER.MEG，主唱：WEAVER
插曲「closer again」（第5、7、8、11、12話）
作詞、主唱：Miyuu，作曲：水口晴香，編曲：大野裕一

### 各話列表
| 話數    | 日文標題 | 中文標題           | 剧本                     | 分鏡     | 演出     | 作畫監督                                      |
| ------- | -------- | ------------------ | ------------------------ | -------- | -------- | --------------------------------------------- |
| Case 01 |          | 涩谷传送           | 深見真、S·F·S            | 須永司   | 平川孝充 | 白井順                                        |
| Case 02 |          | 勇者梦             | 深見真、朝浦、S·F·S      | 新井陽平 | 平川孝充 | 白井順                                        |
| Case 03 |          | 守护者             | 朝浦、S·F·S              | 須永司   | 平川孝充 | 白井順                                        |
| Case 04 |          | 第一次返程计划     | 朝浦、茗荷屋甚六、S.D.S. | 新井陽平 | 平川孝充 | 白井順                                        |
| Case 05 |          | 未来的模样         | 深見真、S.D.S.           | 須永司   | 平川孝充 | 白井順                                        |
| Case 06 |          | 因为，那可是人啊…… | 深見真、S.D.S.           | 新井陽平 | 平川孝充 | 白井順、石井哲哉                              |
| Case 07 |          | 午夜狂诗曲         | 茗荷屋甚六、S.D.S.       | 須永司   | 平川孝充 | 白井順、石井哲哉                              |
| Case 08 |          | 拿非利人作战       | 朝浦、S.D.S.             | 新井陽平 | 平川孝充 | 本田剛士                                      |
| Case 09 |          | 消失的命运         | 茗荷屋甚六、S.D.S.       | 須永司   | 平川孝充 | -                                             |
| Case 10 |          | 大家的城市         | 深見真、S.D.S.           | 新井陽平 | 平川孝充 | 白井順、石井哲哉、梅澤純一                    |
| Case 11 |          | 最后的希望         | 朝浦、茗荷屋甚六、S.D.S. | 須永司   | 平川孝充 | 石井哲哉、肥田龍二                            |
| Case 12 |          | 回归               | 深見真、S.D.S.           | 新井陽平 | -        | 白井順、石井哲哉、高井雅史 本田剛士、蔦佳穗里 |

## 出版書籍
- 漫畫

| 卷數 | 講談社       | 講談社                 |
| 卷數 | 發售日期     | ISBN                   |
| ---- | ------------ | ---------------------- |
| 1    | 2019年2月8日 | ISBN 978-4-06-514346-9 |
| 2    | 2019年8月8日 | ISBN 978-4-06-516582-9 |

- 小說

| 卷數 | 早川書房      | 早川書房               |
| 卷數 | 發售日期      | ISBN                   |
| ---- | ------------- | ---------------------- |
| 1    | 2018年12月5日 | ISBN 978-4-15-031352-4 |
| 2    | 2019年2月6日  | ISBN 978-4-15-031360-9 |
| 3    | 2019年3月6日  | ISBN 978-4-15-031363-0 |

## 外部連結
- （日語）電視動畫《revisions》官網（页面存档备份，存于）
- （日語）電視動畫《revisions》官方的X（前Twitter）
- （日語）revisions ｜月刊少年天狼星（页面存档备份，存于）